# Дебенко Василь Зіновійович
Василь Зіновійович Дебенко (нар. 5 грудня 1970 Вовчинець, Українська РСР) — український історик-славіст, дослідник імперської ідеї в Московській державі. Член НТШ та Національної спілки краєзнавців України.  

## Біографія
Народився 5 грудня 1970 року в селі Вовчинець, Івано-Франківської міської ради, Української РСР. 
Названий на честь загиблого в повоєнні роки свого дідуся, учасника антирадянського руху опору села Вовчинець Василя Дебенка.
Закінчив Івано-Франківську школу №7, після чого проходив військову службу в ЗС Радянського союзу. 
В 1992 вступив на факультет історії Прикарпатського університету, який успішно закінчив 1997 року з відзнакою. Спільно з кандидатом історичних наук Крюковим Анатолієм Васильовичем підготував наукову працю в якій розкрили питання імперської ідеї в Московській державі в XV столітті.
Того ж року розпочав навчання на аспірантурі кафедри історії слов'ян, закінчив 2001 року. Тема кандидатської дисертації: “Імперська ідея в Московській державі в кінці ХV – ХVІ ст.” науковий керівник Федорчак Петро Степанович. 
З 2000 року працює на тій же кафедрі. В 2004 р. отримав наукове звання доцент. 
В 2022—2024 рр. проходив військову службу сержантом 50-го полку Національної гвардії України.
9 лютого 2024 року отримав членський квиток Національної спілки краєзнавців України.

## Публікації
- Імперська ідея в Московській державі наприкінці XV-XVI століть: ідеологія, політика, практика.
- Зародження імперської ідеї в Московській державі в кінці XV-XVI ст.[4]
- Генеза деспотизму в Московській державі за правління Івана IV[5].